# Hippopotamus lemerlei
L'ippopotamo nano di Lemerle (Hippopotamus lemerlei Grandidier in Milne-Edwards, 1868) è una specie estinta di ippopotamo malgascio.

## Tassonomia
Gli ippopotami malgasci furono scoperti per la prima volta a metà del XIX secolo da Alfred Grandidier, che rinvenne quasi 50 esemplari in un acquitrino prosciugato presso Ambolisaka, vicino al lago Ihotry, a pochi chilometri dal Canale del Mozambico. Nel 1989, la paleontologa scandinava Solweig Stuenes descrisse da questi resti due specie: Hippopotamus madagascariensis e Hippopotamus lemerlei.
H. lemerlei potrebbe discendere da ippopotami di grandi dimensioni che, per effetto del nanismo insulare, si ridussero di taglia, come avvenuto anche con altre specie di ippopotami su isole del Mediterraneo, come l'ippopotamo nano cretese o quello cipriota.

## Descrizione

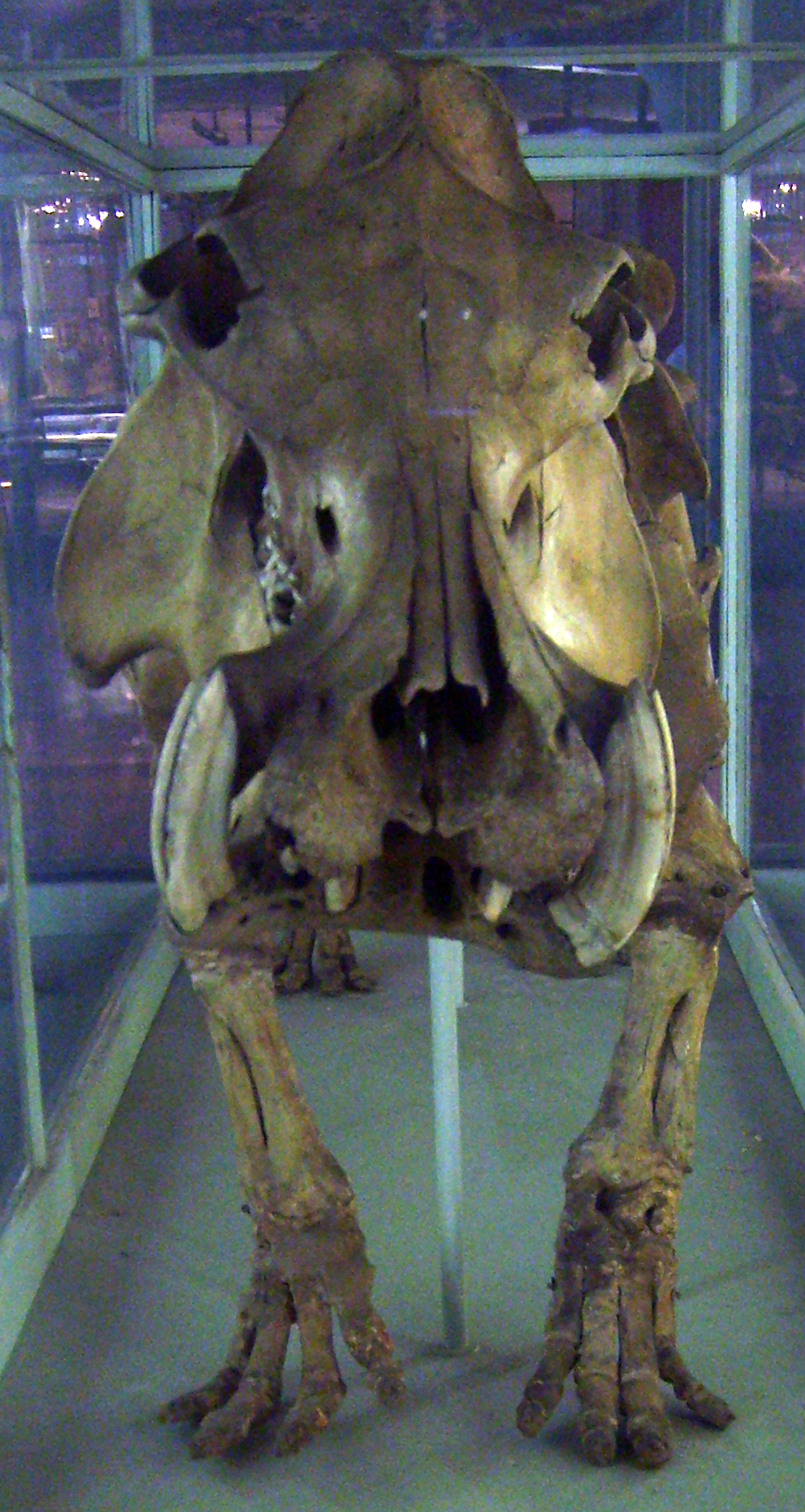
Scheletro al Museo di storia natirale di Berlino.

I resti di Hippopotamus lemerlei sono stati rinvenuti principalmente in ambienti ripariali (lungo fiumi e laghi) del Madagascar occidentale, suggerendo un habitat molto simile a quello dell'ippopotamo africano moderno. Anche H. lemerlei presentava occhi in posizione elevata, adattamento utile per osservare l'ambiente rimanendo parzialmente sommerso.
Pur essendo chiaramente imparentato con l'ippopotamo comune, H. lemerlei era molto più piccolo, all'incirca delle dimensioni dell'ippopotamo pigmeo moderno (Choeropsis liberiensis). Gli esemplari più grandi raggiungevano 2 metri di lunghezza e 0,76 metri di altezza.
Le ossa di H. lemerlei sono state datate a circa 1.000 anni fa (980 ± 200 anni radiocarbonici prima del presente).

## Paleoecologia

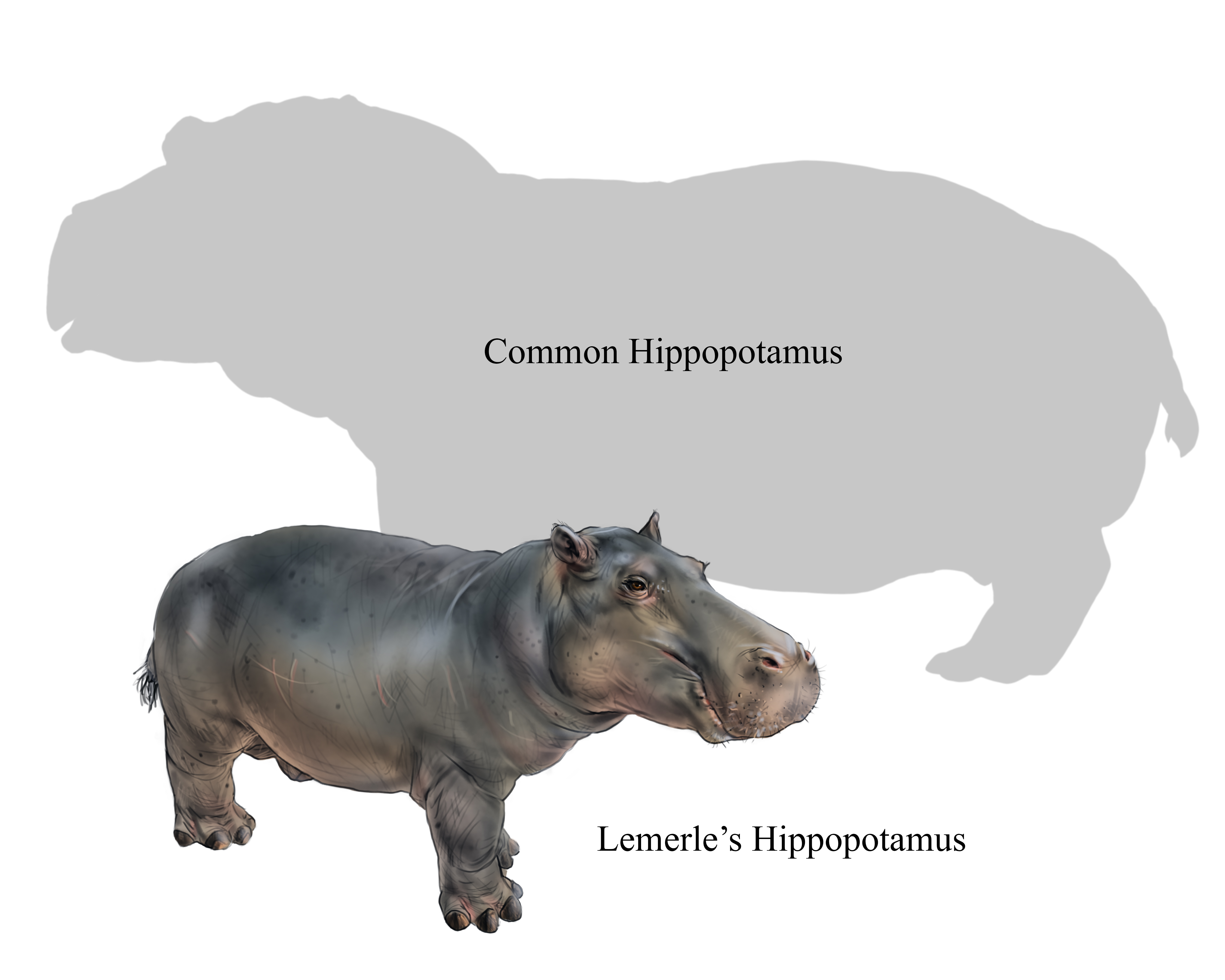
Ricostruzione di H. lemerlei davanti alla sagoma di un ippopotamo moderno.

### Dieta
Hippopotamus lemerlei e le tartarughe giganti del genere Aldabrachelys erano i principali brucatori del Madagascar. Tuttavia, gli ippopotami malgasci in generale erano meno specializzati nel consumo di erbe rispetto al loro parente africano continentale.

### Estinzione
Sebbene non siano stati rinvenuti resti più recenti dell'ultimo millennio, l'ippopotamo compare sorprendentemente spesso nelle leggende orali malgasce. In diverse regioni del Madagascar sono state registrate storie su animali chiamati mangarsahoc, tsy-aomby-aomby, omby-rano e laloumena, tutti con caratteristiche simili a quelle degli ippopotami. La forza di queste tradizioni orali ha portato l'Unione Internazionale per la Conservazione della Natura (IUCN) a classificare H. lemerlei come estinzione recente, avvenuta probabilmente dopo il 1500.
Almeno sette ossa di ippopotamo mostrano segni inequivocabili di macellazione umana, suggerendo che questi animali siano sopravvissuti fino all'arrivo dell'uomo sull'isola, con cui potrebbero aver convissuto per circa 2.000 anni. È anche possibile che sia stata la caccia eccessiva da parte degli esseri umani a causarne l'estinzione.